# Loewia latifrons
Loewia latifrons är en tvåvingeart som beskrevs av Louis-Paul Mesnil 1973. Loewia latifrons ingår i släktet Loewia och familjen parasitflugor. Inga underarter finns listade i Catalogue of Life.